# Outline (Literatur)
Outline ist ein Begriff aus dem Englischen und heißt wörtlich übersetzt: Konturen, Skizze oder Umriss. Er wird im deutschsprachigen Raum in verschiedenen Zusammenhängen verwendet.
Eine Outline wird allgemein als Skizze für Texte bezeichnet. Im Kontext der Literatur kann dies eine Erzählskizze als eine Vorstufe zu einer Erzählung sein. Man unterscheidet zwischen der eigentlichen Outline und der Step- bzw. Plot-Outline: Darin wird auf das Setting, die Figuren und deren Aktionen genauer eingegangen. Es handelt sich dabei um Methoden, die ein Autor verwendet, um einen Überblick über seine Geschichte zu erhalten und um frühzeitig strukturelle oder dramaturgische Probleme seines Werks erkennen zu können. In der Filmindustrie ist die Step-Outline eine gängige Vorstufe des Drehbuchs. In ihr werden in knapper Form alle Szenen aufgelistet, die der Autor verwenden möchte.
Es existieren sogenannte Outline-Prozessoren bzw. Gliederungseditoren, Software, die dabei unterstützt, Themen inhaltlich zu gliedern. In deutschsprachiger Software werden für den Begriff Outline gerne Begriffe wie Struktur oder Gliederung verwendet.
Gliederung wird in der englischen Version als Outline bezeichnet. In OPML (Outline Processor Markup Language) ist eine XML-Struktur, die dazu entwickelt wurde, Gliederungen von Dokumenten zu beschreiben.
In der Typographie wird der Begriff Outline benutzt, um die Konturen bzw. Umrandungen einer Schrift zu bezeichnen.

## Beispiele für Outline in der fiktionalen Literatur
Rachel Cusk nennt ihren Roman überhaupt gleich Outline, um auf das Konzept eines vagen Erzählgerüsts aufmerksam zu machen. Die Protagonistin mutiert zu einem Medium, an das allerhand Geschichten herangetragen werden, ohne dass daraus eine stringente Erzählung würde. Die Heldin bleibt „outline“ im Hintergrund, während Begegnungen und Geschichten an ihr entlang driften. (Outline, 2014; deutsch 2016)
Don Winslow lässt gegen Ende von Das Kartell den Protagonisten Eddy auf gute Pressearbeit machen. Er engagiert einen Journalisten, der ein loses Drehbuch vorlegt. „War das ein Treatment oder eine Outline?“ – „Die Outline zu einem Treatment, könnte man sagen. Wenn du damit einverstanden bist, schreiben wir das richtige Treatment.“ (Das Kartell, deutsch 2015, Seite 660)